# Šaban Trstena
Shaban Tërstena (in albanese Shaban Тëstena; Skopje, 1º gennaio 1965) è un ex lottatore macedone, fino al 1992 jugoslavo, specializzato nella lotta libera.

## Palmarès

### Olimpiadi
- 2 medaglie:
  - 1 oro (Los Angeles 1984 nei 52 kg)
  - 1 argento (Seul 1988 nei 52 kg)

### Mondiali
- 1 medaglia:
  - 1 bronzo (Edmonton 1982 nei 48 kg)

### Europei
- 7 medaglie:
  - 2 ori (Jönköping 1984 nei 52 kg; Poznań 1990 nei 52 kg)
  - 3 argenti (Budapest 1983 nei 52 kg; Lipsia 1985 nei 52 kg; Il Pireo 1986 nei 52 kg)
  - 2 bronzi (Varna 1982 nei 48 kg; Manchester 1988 nei 52 kg)

### Giochi del Mediterraneo
- 3 medaglie:
  - 3 ori (Casablanca 1983 nei 57 kg; Latakia 1987 nei 57 kg; Atene 1991 nei 62 kg)